# Jordansprudel

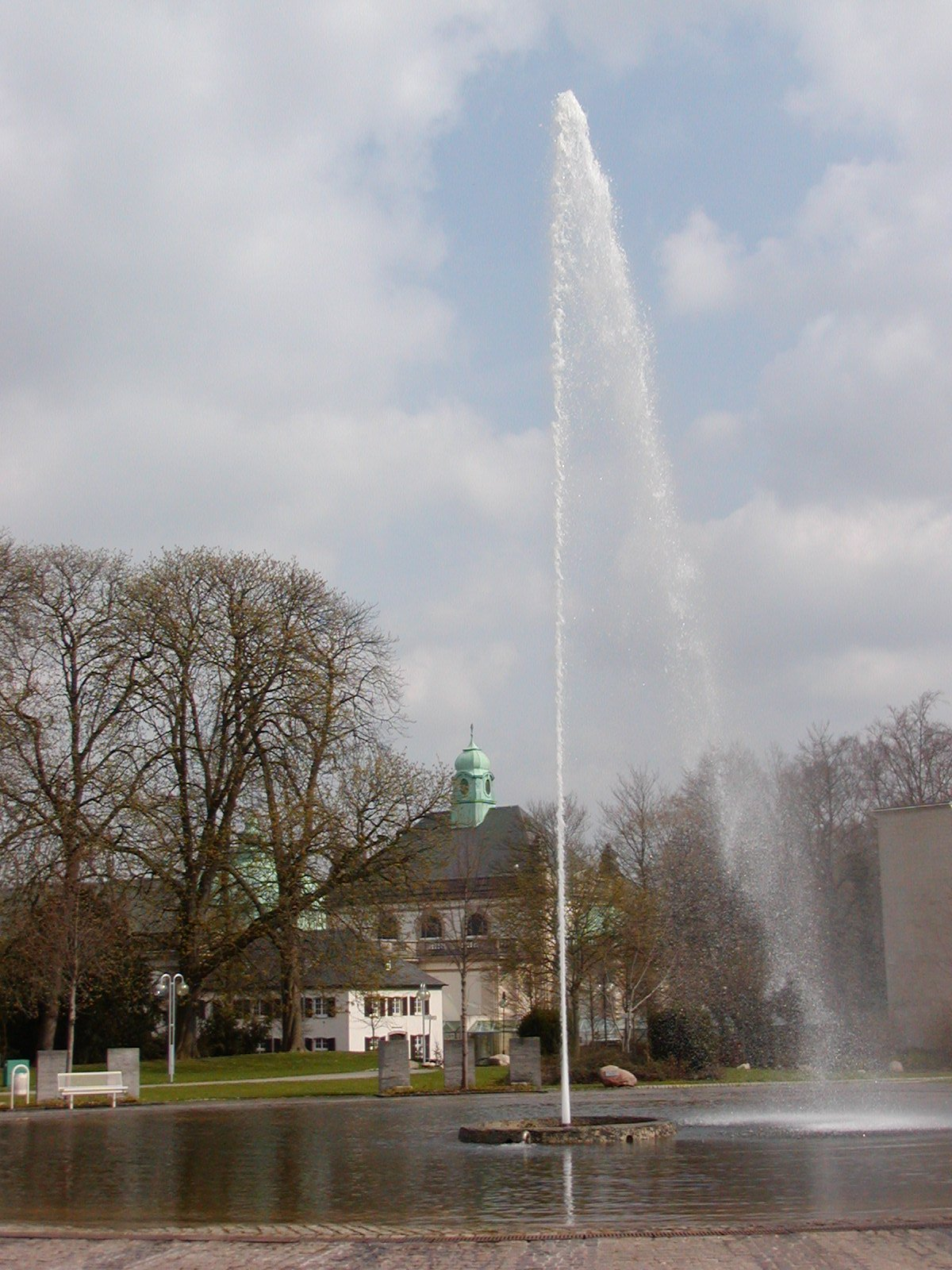
Jordansprudel

Der Jordansprudel ist eine Thermalquelle in der ostwestfälischen Stadt Bad Oeynhausen in Nordrhein-Westfalen. Er gilt als ein Wahrzeichen der Stadt. 

## Geschichte
Die Quelle wurde von 1924 bis 1926 erbohrt und ist mit einer Tiefe von 725 m und einer Schüttung von 3000 l/min die größte kohlensäurehaltige Thermalsolequelle der Welt. Das Wasser ist 36 °C warm und hat einen Salzgehalt von 2,6 %. Zu Ehren des damaligen Badedirektors von Bad Oeynhausen Oberbergrat Albert Jordan erhielt die Quelle den Namen Jordansprudel. Die Fassung der Quelle wurde mehrfach verändert.
Um kein neues Quellwasser zu verbrauchen, wurde 2000 ein Kreislaufsystem installiert und die unterirdischen Katakomben zum Wasserreservoir umgebaut. So sind etwa 60 Kubikmeter Wasser im Umlauf, die von einem Unterwasserpumpensystem angetrieben werden.
Im Jahr 2018 ergab eine Messung, dass der Jordansprudel aktuell einen geringeren Salzgehalt hat und daher keine Sole, sondern "nur noch" Heilwasser liefert. Der Rückgang des Salzgehalts sei auf die geringe Abnahmemenge zurückzuführen, da die Quelle außer von der Bali-Therme von keiner Kureinrichtung oder Klinik mehr genutzt werde.
Ein Defekt im Pumpensystem führte 2015 zu einem Ausfall des Sprudels. Aufgrund eines geringen Wasserdrucks kam es 2017 zu einem ungeklärten Algenbefall des Jordanbrunnens. Der Jordansprudel liegt 32 Meter über dem Turbinenhaus und am Ende des Rohrnetzes.
Seit der Landesgartenschau im Jahr 2000 wird der Jordansprudel durch ein unterirdisches Bassin gespeist, das als Auffangbehälter konzipiert ist. Dieses Bassin ist seit April 2020 defekt, da es undicht ist. Die Reparatur gestaltet sich schwierig, da das verzweigte Becken schwer zugänglich ist. Daher geht die Stadt Bad Oeynhausen davon aus, dass ein Ersatzbecken aus Edelstahl gebaut werden sollte, um dem Jordansprudel wieder genug Wasser zuzuführen. Das Wasser für den Jordansprudel ist seit 2000 Wasser aus der Werre, Solewasser wird hierfür nicht mehr benutzt.

## Heutige Nutzung
Der Jordansprudel wird von Ostern bis Oktober aktiviert. Der Sprudel erreicht bei maximalem Druck eine Höhe von etwa 20 Metern. In der Vergangenheit konnten 50 Meter erreicht werden. In der Zeit von 9 bis 20 Uhr wird zur vollen Stunde der Jordan-Sprudel für 5 Minuten aktiviert. Der Betrieb ist von den Wind- und Wetterverhältnissen abhängig und kann ausgesetzt werden.

## Anwendungen
Das Wasser des Jordansprudels wird für verschiedene Heilanwendungen verwendet. Die angrenzende Bali-Therme nutzt das Wasser unter anderem zur Trink- und Badekur.